# Greatest Hits (Nas)
Greatest Hits è la quarta raccolta di canzoni del rapper statunitense Nas, pubblicata il 6 novembre del 2007 e distribuita da Sony Music e Columbia. Nel mercato europeo la distribuzione è partecipata con Ill Will Records.
Oltre ai brani di Nas realizzati durante la sua carriera come artista della Columbia – sono escluse le tracce da Nastradamus, The Lost Tapes e l'album con la Def Jam Hip Hop Is Dead – è stata inserita la traccia collaborativa con Cee-Lo per la colonna sonora di Rush Hour 3 (2007). È anche inserita la canzone Surviving the Times, inedito di Nas che tratta della sua vita e delle sue esperienze: Marisa Brown per Allmusic lo definisce come «ben fatto, anche se non particolarmente inventivo o unico.»

## Ricezione
| Recensione     | Giudizio |
| -------------- | -------- |
| AllHipHop.com  | [ 3 ]    |
| AllMusic       | [ 1 ]    |
| Slant Magazine | [ 4 ]    |
| RapReviews     | [ 5 ]    |

L'album ottiene generalmente recensioni molto positive da parte della critica. Marisa Brown gli assegna tre stelle su cinque recensendo l'album per Allmusic: «già considerato come uno dei grandi MC dell'hip-hop, affermazione resa ancora più credibile dal fatto che è in grado di continuare a produrre materiale rilevante, anche se spesso controverso, e sebbene non sia così eccezionale come quello del suo debutto, Illmatic, è ancora interessante e intelligente e generalmente abbastanza decente.»

## Tracce
1. Surviving the Times – 4:43 (musica: Chris Webber)
2. Less Than an Hour (featuring Cee-Lo) – 3:16 (musica: Salaam Remi)
3. It Ain't Hard to Tell – 3:22 (musica: Large Professor)
4. Life's a Bitch (featuring AZ) – 3:30 (musica: L.E.S.)
5. N.Y. State of Mind – 4:53 (musica: DJ Premier)
6. One Love – 5:23 (musica: Q-Tip)
7. If I Ruled the World (Imagine That) (featuring Lauryn Hill) – 4:42 (musica: Trackmasters)
8. Street Dreams (Remix) (featuring R. Kelly) – 4:27 (musica: Trackmasters)
9. Hate Me Now (featuring Puff Daddy) – 4:44 (musica: Trackmasters)
10. One Mic – 4:29 (musica: Chucky Thompson for The Hitmen, Nas)
11. Got Ur Self a... – 3:49 (musica: Megahertz Music Group)
12. Made You Look – 3:23 (musica: Salaam Remi)
13. I Can – 4:14 (musica: Salaam Remi)
14. Bridging the Gap – 3:55 (musica: Salaam Remi)

Durata totale: 58:50
Tracce bonus internazionali
1. Halftime – 4:20 (musica: Large Professor)
2. Nas is Like – 3:56 (musica: DJ Premier)
3. Thief's Theme – 2:59 (musica: Salaam Remi)

## Classifiche
| Classifica (2007)         | Posizione massima |
| ------------------------- | ----------------- |
| Stati Uniti               | 124               |
| US Top Rap Albums         | 11                |
| US Top R&B/Hip-Hop Albums | 20                |